# Kalliope
För andra betydelser, se Calliope.

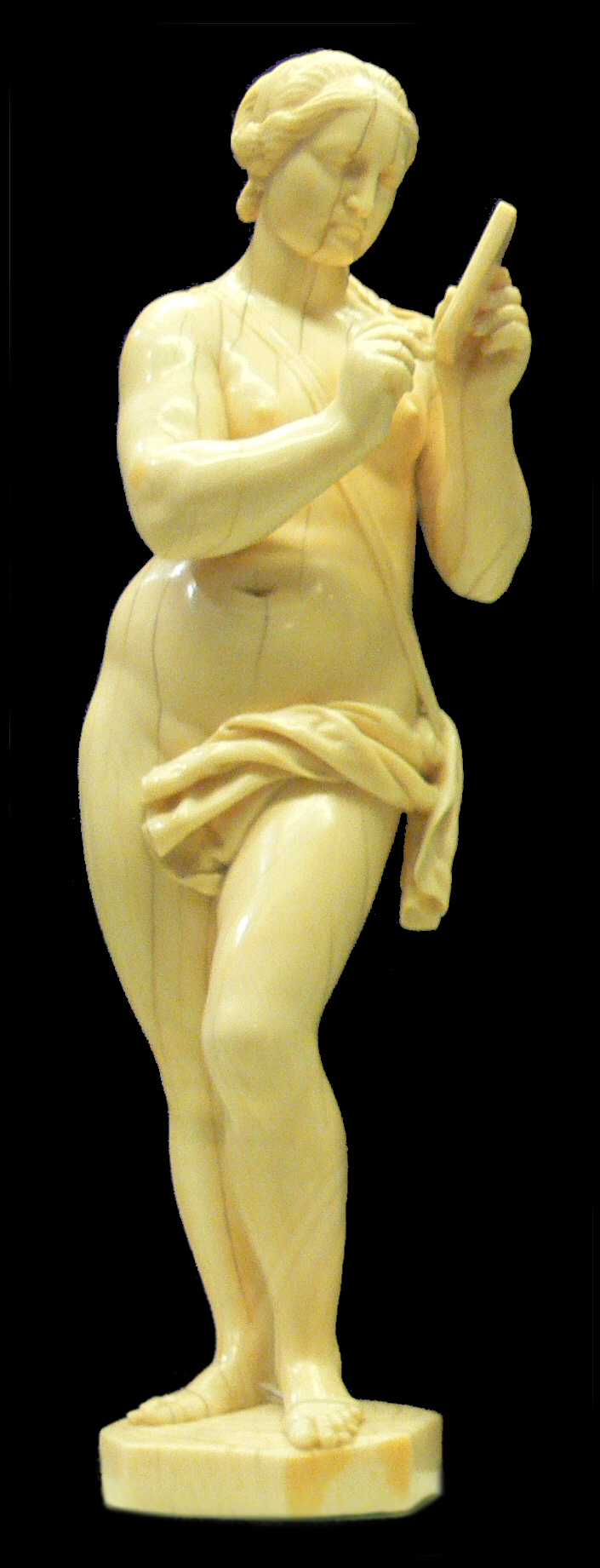
Kalliope. Elfenbensstatyett från mitten av 1600-talet.

Kalliope (grekiska: Καλλιόπη  'skönstämmig' ), med latinsk stavning även Calliope, i latin och svenska betonat på i:et, var i grekisk mytologi elegiens eller kärleksdiktens och den episka poesins musa. Hon är den främsta av muserna och var den som medlade i konflikten om Adonis mellan Afrodite och Persefone. I konsten framställs Kalliope vanligen med en skrivtavla.
Kalliope är dotter till Zeus och Mnemosyne. Hon hade flera söner med Apollon, varav en var sångens gud, Orfeus.